# Ponchon
Ponchon ist eine französische Gemeinde mit 1.151 Einwohnern (Stand: 1. Januar 2022) im Département Oise in der Region Hauts-de-France. Sie gehört zum Arrondissement Beauvais, zum Gemeindeverband Thelloise und zum Kanton Chaumont-en-Vexin.

## Geographie
Die Gemeinde Ponchon liegt am Bach Ruisseau de Ponchon, der in den Sillet, einen Zufluss des Thérain, mündet, zwölf Kilometer südsüdöstlich von Beauvais. Zu Ponchon gehören die Ortsteile Pierrepont, Roye, Framicourt, Houssoye und Blainville. Nachbargemeinden von Ponchon sind Montreuil-sur-Thérain (Berührungspunkt) und Villers-Saint-Sépulcre im Norden, Berthecourt im Osten, Noailles im Süden, Silly-Tillard und Hodenc-l’Évêque im Südwesten, Abbecourt im Westen sowie Warluis im Nordwesten.

## Geschichte
Ponchon ist eine der Urpfarreien des Beauvaisis. In der Gemeinde gab es drei Mühlen am Sillet. Zwischen 1825 und 1920 bestanden mehrere Fliesenfabriken. Daneben bestanden mehrere Produktionsstätten für Zahnbürsten.

## Einwohner
| Jahr                       | 1962 | 1968 | 1975 | 1982 | 1990 | 1999 | 2006 | 2012 | 2021 |
| -------------------------- | ---- | ---- | ---- | ---- | ---- | ---- | ---- | ---- | ---- |
| Einwohner                  | 510  | 630  | 652  | 693  | 831  | 1041 | 1087 | 1092 | 1139 |
| Quellen: Cassini und INSEE |      |      |      |      |      |      |      |      |      |

## Sehenswürdigkeiten
- Kirche Saint-Rémi mit Wandmalereien im Schiff und im Chor, seit 1980 Monument historique[1]
- Schloss L’Épine
- Museum Joly-Clare

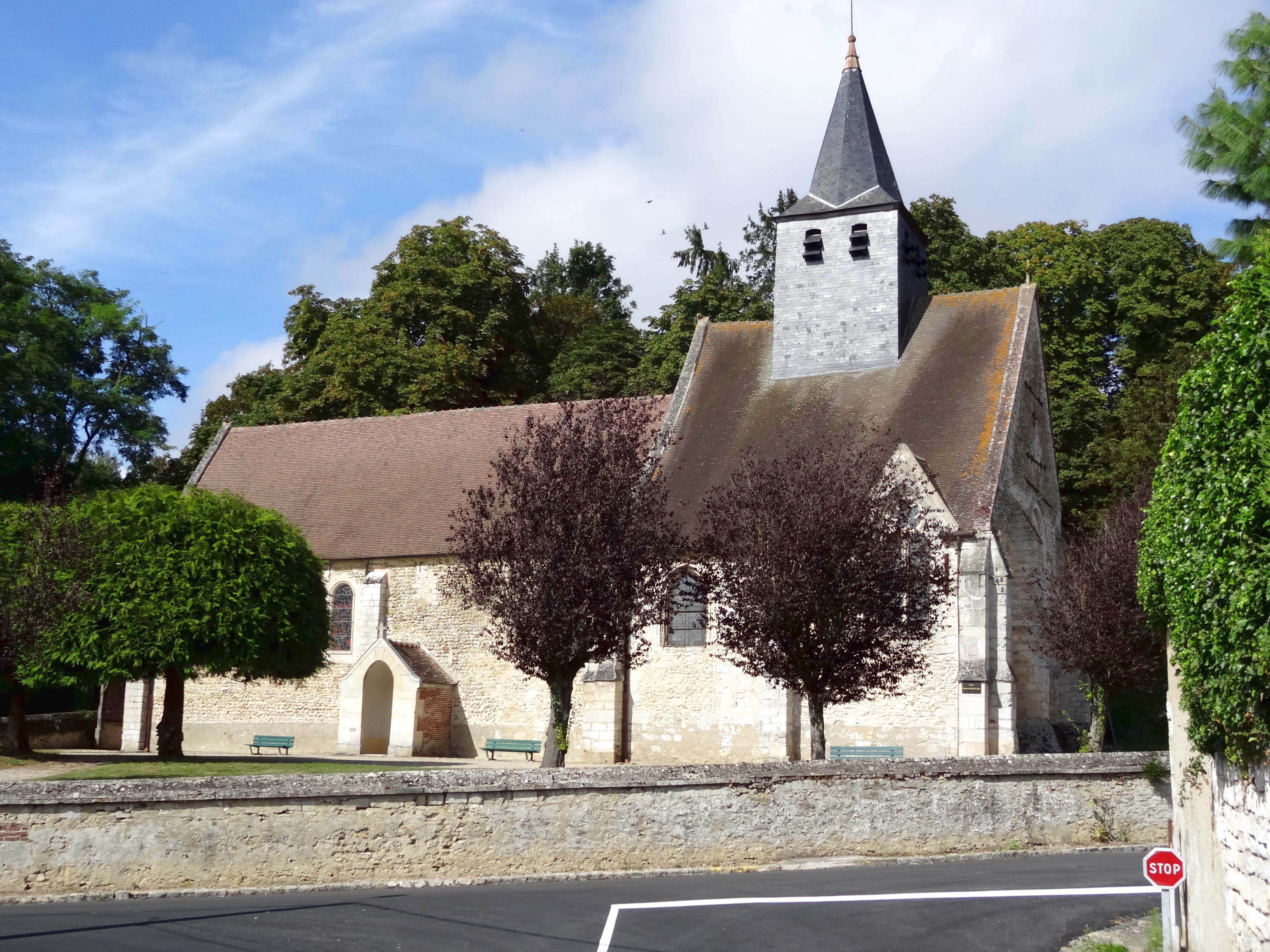
Kirche Saint-Rémi
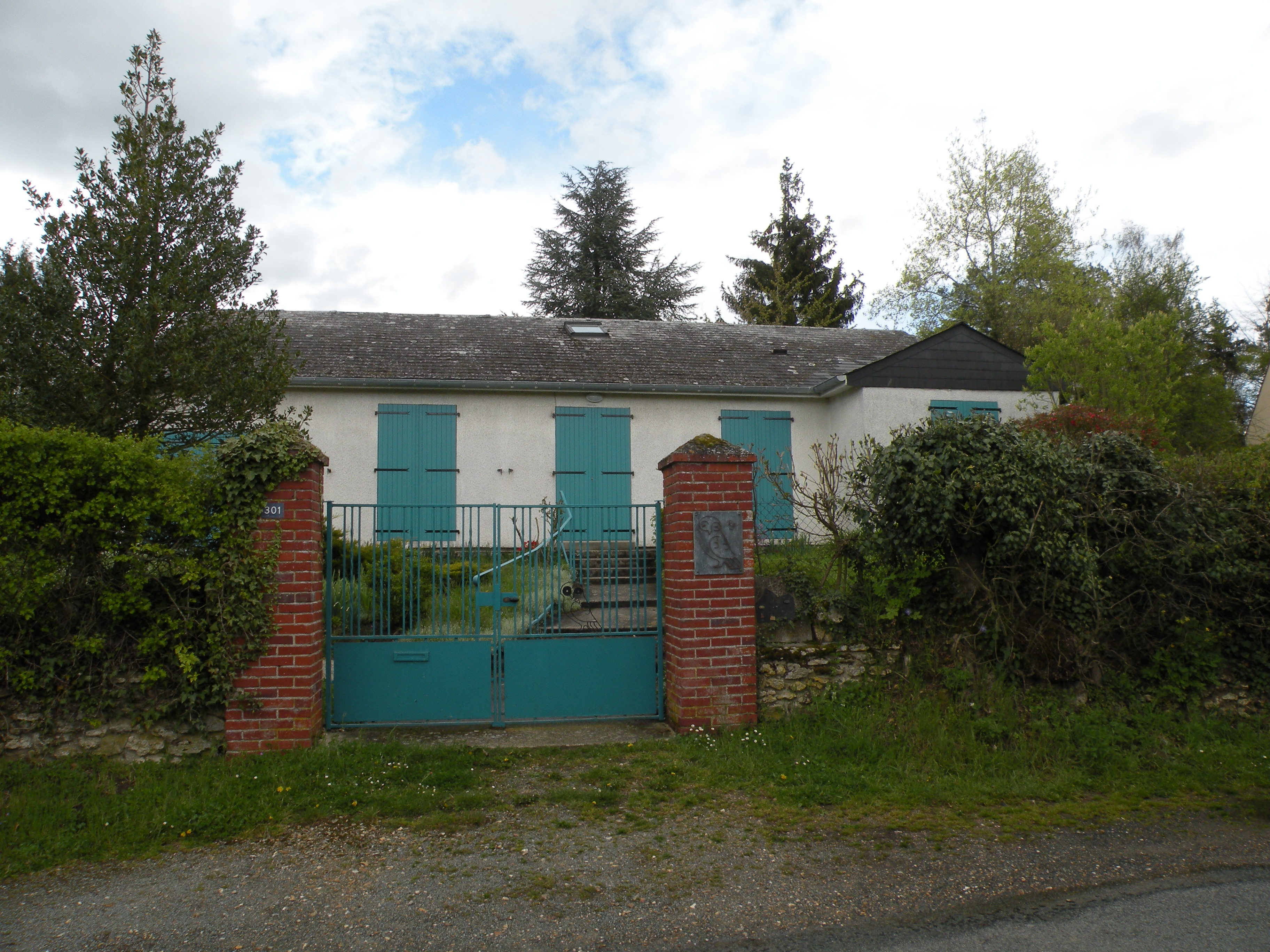
Museum
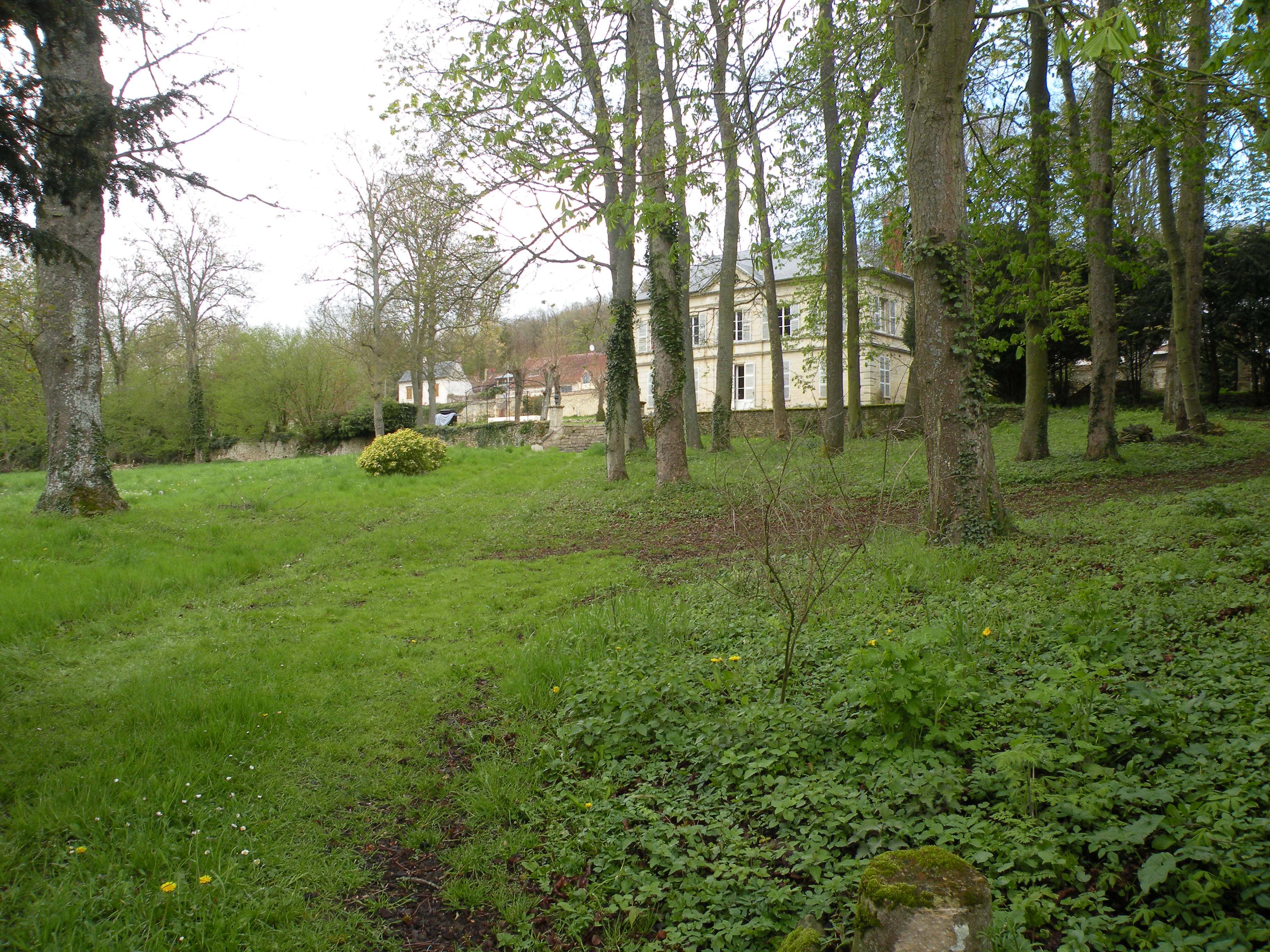
Schloss
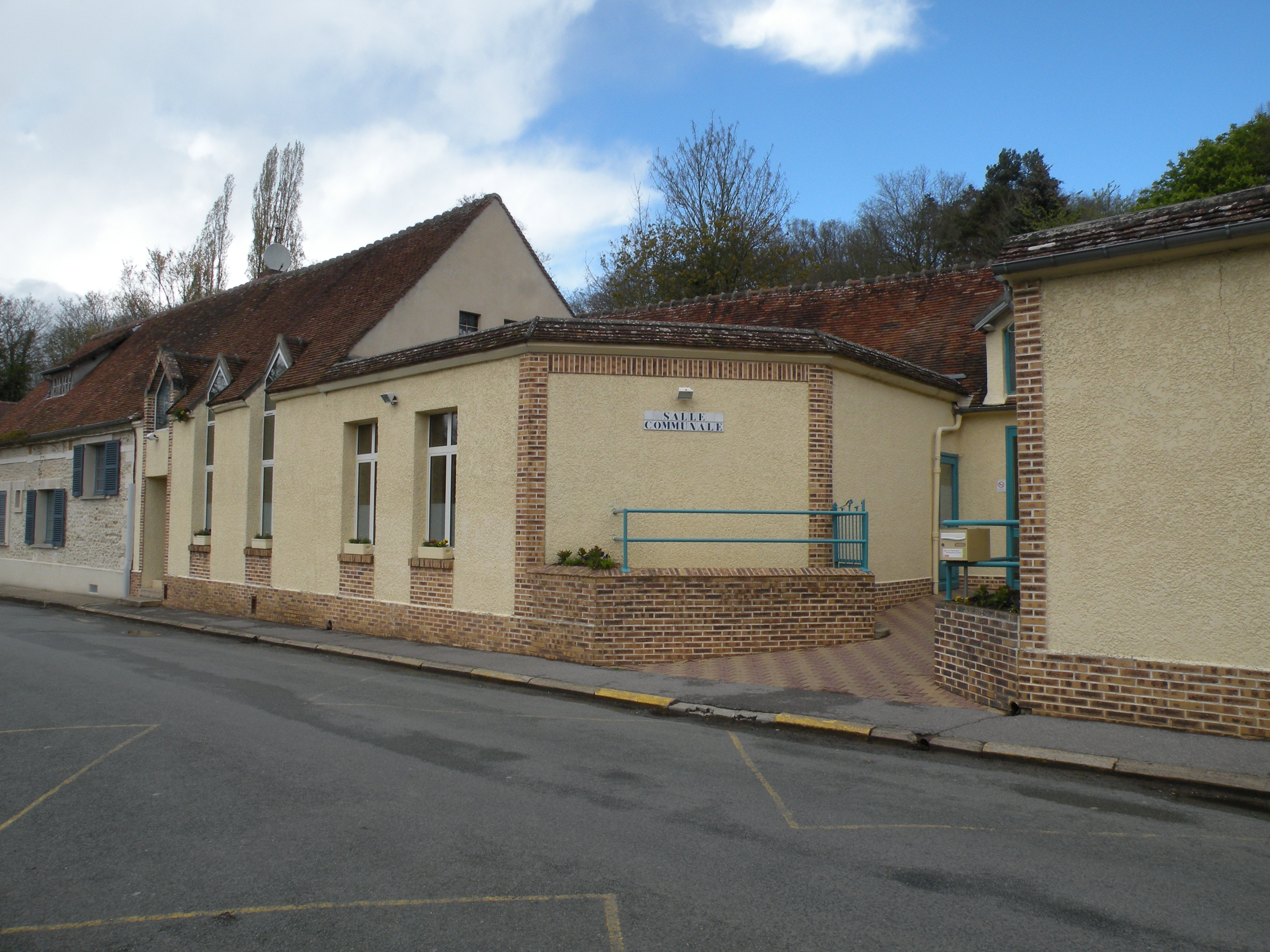
Schule
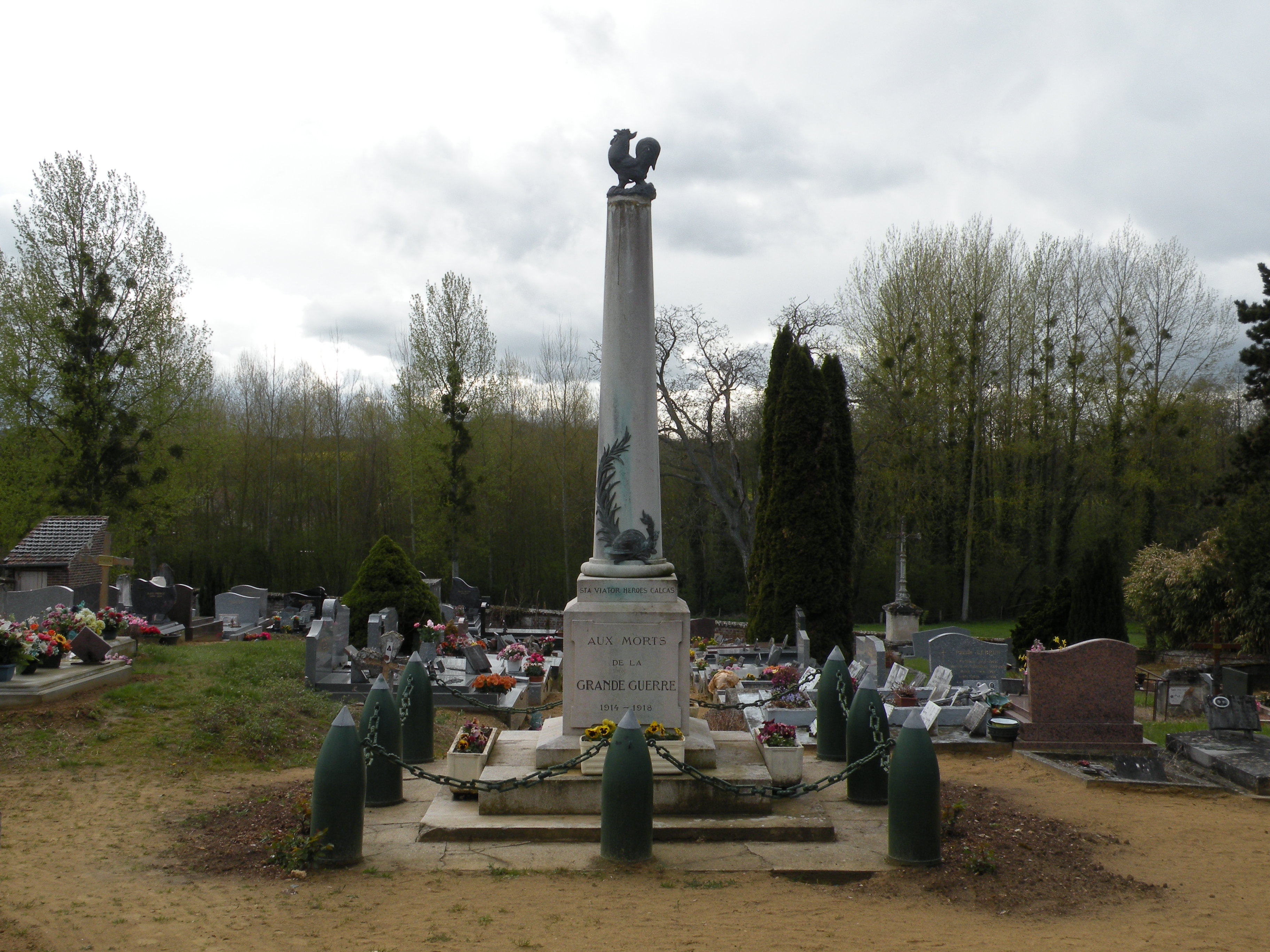
Gefallenendenkmal